# Robert Bartelmus
Robert Bartelmus, křtěný Robert Karl Eduard (13. června 1845 Nový Jáchymov – 26. března 1919 Adolfov) byl český elektrotechnik, průmyslník a vynálezce, spoluzakladatel závodu Bartelmus & Co, jednoho z prvních elektroprůmyslových podniků v tehdejším Rakousku-Uhersku. Byl členem početné podnikatelské rodiny Bartelmusů působících především v Brně a okolí.

## Život

### Mládí
Narodil se do rodiny chemika a průmyslníka Eduarda Bartelmuse a Vilemíny Bartelmusové, rozené Christové. Protestantská rodina Bartelmusů měla švédské kořeny, její část se v 18. století přestěhovala do Slezska. Otec Eduard pak pocházel z Německého Brodu, vystudoval chemii a farmacii a počátkem 30. let 19. století učinil objev zdravotně nezávadného smaltu. Založil první dílnu na smaltované nádobí v Brně, posléze vybudoval nový závod v Novém Jáchymově na panství rodu Fürstenberků, kde se svou rodinou začal žít. Jako vychovatel Roberta Bartelmuse byl v rodině po tři roky zaměstnán zakladatel české vlastenecké tělovýchovné jednoty Sokol Miroslav Tyrš, který chlapce vedl k českému vlastenectví.
Roku 1865 získal Robert Bartelmus titul inženýra na Polytechnickém ústavu v Praze, byl zaměstnán v nejstarší pražské strojírně Breitfeld a Evans, následně odešel sbírat zkušenosti do zahraničí: v letech 1869 až 1871 pracoval ve firmách Rheinische Eisenbahngesellschaft v Kolíně nad Rýnem a Degosse et Comp. a Bable v Paříži. Roku 1871 začal pracovat v otcově velkém smaltovacím závodu v Plzni, více jej ale přitahoval obor elektrotechniky. Roku 1872 se oženil s Marií Fričovou, sestrou Josefa Václava Friče, a společně se odstěhovali do Prahy. V letech 1872 až 1880 byl Bartelmus zaměstnán v První české továrně na stroje v Libni (oddělení výroby cukrovarnických strojů) a strojírně Märky, Bromovský a Schulz v Kuklenách u Hradce Králově. Roku 1881 dosáhl v První české továrně na stroje pozice šéfkonstruktéra.

### Bartelmus & Co.
V polovině 80. let se přesunul do Brna a roku 1887 ze se svým společníkem, rovněž technikem, Štěpánem Doubravou, zakládá v pronajatých prostorách závod na výrobu stavbu elektrických přístrojů a komponentů Bartelmus & Co. s 15 dělníky. Za osvětlení Jubilejní císařské výstavy v Brně v roce 1888 byla Bartelmusovi udělena stříbrná medaile. Firma se výraznou měrou podílela na elektrifikaci Brna v podobě veřejného osvětlení či přívod elektřiny do průmyslových podniků. Roku 1893 přistoupil do firmy konstruktér Josef Donát, který s Doubravou pracoval na zlepšení jeho konstrukce obloukové lampy, jejímž výsledkem byla konstrukce tzv. Doubravo-Donátovy obloukovky. Roku 1897 zemřel společník firmy Štěpán Doubrava. Továrna v době svého největšího rozmachu zaměstnávala přes 200 pracovníků.

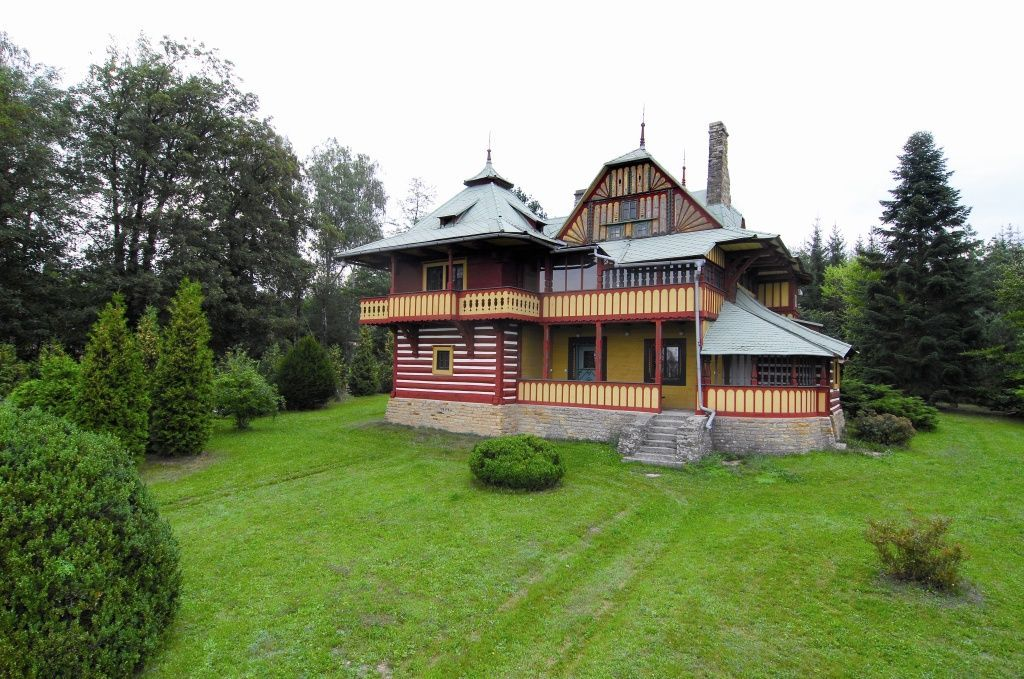
Vila na Rezku (Bartelmusova vila), autor Dušan Jurkovič, 1903

V Rezku u Nového Města nad Metují si nechal Bartelmus vystavět venkovskou vilu dle návrhu Dušana Jurkoviče. Ten se následně seznámil s Bartelmusovou dcerou Boženou, se kterou se roku 1903 oženil. Mimo podnikání se Robert Bartelmus čile zapojoval do brněnského a vlasteneckého společenského života: byl členem Sokola, Klubu přátel umění Brno či Spolku českých inženýrů.
Po neshodách s Josefem Donátem z vedení firmy roku 1911 odstoupil a odešel do důchodu, který trávil v Praze a v okolí Českých Budějovic.

### Úmrtí
Robert Bartelmus zemřel 26. března 1919 v Adolfově u obce Holubov v 73 letech. Pohřben byl na Olšanských hřbitovech.
Továrna fungovala pod vedením Josefa Donáta až do roku 1927, kdy byla přičleněna ke Škodovým závodům a de facto zanikla.

### Rodinný život
Robert Bartelmus byl ženatý s Marií, rozenou Fričovou, se kterou počali několik synů a dcer.